# Skopje
Skopje (tiếng Macedonia: Скопје, /ˈskopje/, phát âm tiếng Việt như là Scốp-pi-e) là thủ đô và là thành phố lớn nhất của Bắc Macedonia, với hơn 1/4 dân số của quốc gia này, cũng là trung tâm giáo dục, văn hóa, chính trị và kinh tế của Cộng hòa Macedonia. Trong thời La Mã Cổ đại, thành phố có tên gọi là Scupi. Thành phố đã phát triển mạnh sau Thế chiến II nhưng năm 1963 phải gánh chịu trận động đất Skopje năm 1963. Ngày nay, Skopje là một thành phố hiện đại với các tượng đài.
Skopje có tọa độ địa lý 42°0′B 21°26′Đ / 42°B 21,433°Đ, bên bờ thượng lưu của sông Vardar và nằm ở tuyến bắc nam chính của Balkan giữa Trung Âu và Athens. Dân số theo thống kê năm 2002 là 506.926 người. Đây là trung tâm chế biến kim loại, hóa chất, gỗ, dệt may, da, in.